# Modelo del coco de Diamond

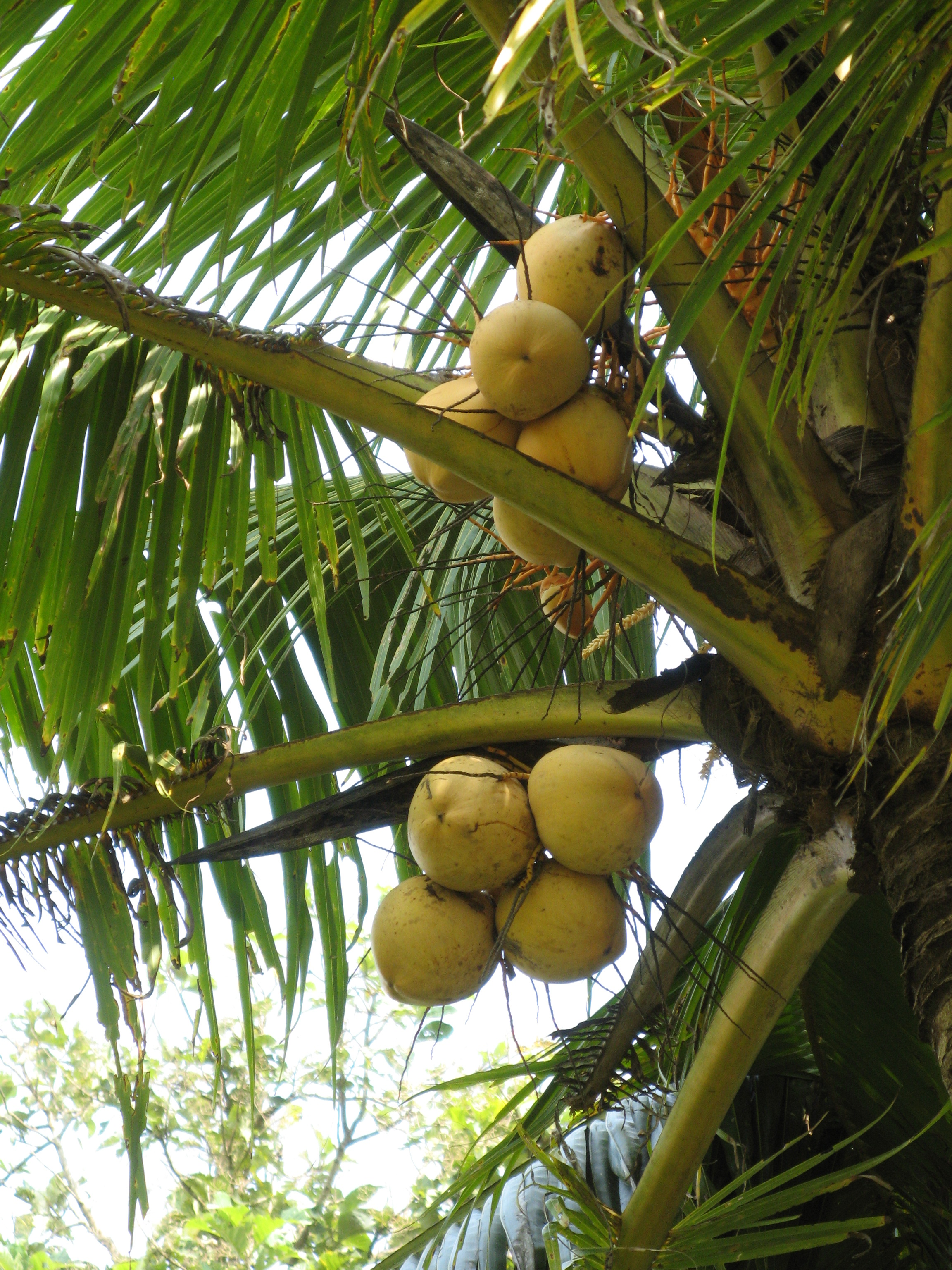
En el modelo de Diamond las personas sólo subirán a las palmeras para recolectar cocos si creen que hay un número suficiente de personas que también lo están haciendo.

El modelo del coco de Diamond es un modelo económico planteado por el premio en Ciencias Económicas en memoria de Alfred Nobel Peter Diamond en el que analiza cómo opera una economía de búsqueda en que los vendedores no pueden encontrar compradores instantáneamente. El modelo fue primeramente presentado en un artículo de 1982 publicado en la Journal of Political Economy. La implicación principal del modelo es que las expectativas de las personas sobre el nivel de actividad agregada desempeñan un papel crucial al determinar este nivel de actividad económica agregada. Una interpretación frecuente de su conclusión, cuando se aplica al mercado de trabajo, es que la llamada tasa natural de desempleo puede no ser única (de hecho puede existir un continuo de "índices naturales") e incluso aunque sea única, puede no ser eficaz. El modelo de Diamond ha interesado a nuevos economistas keynesianos quienes lo han visto como fuente potencial del fracaso de coordinación, el cual podría aclarar la causa del fallo de los mercados.
El modelo toma su nombre del planteamiento imaginado por Diamond. Imaginaba una isla (una economía cerrada) poblada por individuos que sólo consumen cocos. Los cocos se obtienen al ser recolectados de palmeras a un coste (son "producidos"). Debido a que existe un tabú particular en la isla, cualquier persona que haya recolectado un coco no lo puede consumir, sino que debe encontrar a otra persona con otro coco. En ese momento los dos individuos pueden comerciar con sus respectivos cocos y comerlos. La clave del modelo es que un individuo al encontrar una palmera cocotera, teniendo en cuenta que trepar es costoso, sólo estará dispuesto a subir para conseguir un coco si hay un número suficientemente alto de otras personas que también están dispuestas a hacer lo mismo. Si nadie más está recogiendo cocos, entonces no habrá ningún socio comercial potencial y no merece la pena subir al árbol para obtener cocos. De ahí, que lo que los individuos crean que harán los demás juega un papel crucial para determinar el resultado global. Como resultado, las expectativas personales (plenamente racionales) se convierten en una profecía autocumplida y la economía puede terminar con múltiples equilibrios, la mayoría de ellos, si no todos, caracterizados por la ineficiencia.